# Omalium strigicolle
Omalium strigicolle är en skalbaggsart som beskrevs av Wankowicz 1869. Omalium strigicolle ingår i släktet Omalium, och familjen kortvingar. Arten är reproducerande i Sverige.